# TENEO
TENEO fue una sociedad estatal del Gobierno de España que mantuvo su actividad entre 1992 y 1996.

## Historia
El origen de la sociedad se encuentra en la ley 31/1991, de 31 de diciembre, de Presupuestos Generales del Estado para 1992, cuyo artículo 107 preveía la creación de una sociedad anónima de titularidad pública, pero a la que el Instituto Nacional de Industria (INI) debía transferir las acciones de aquellas empresas públicas susceptibles de ser gestionadas con criterios empresariales homogéneos y que se regiría con estricta sujeción al ordenamiento jurídico privado. El 19 de junio de 1992, el Consejo de Ministros autorizó la creación de la sociedad, que fue aprobada por el Consejo de Administración del INI el 10 de julio, por lo que se constituyó formalmente el 14 de julio del mismo año.
La justificación de su existencia se rastrea en el Acta Única Europea que prohibía las subvenciones a empresas públicas, en aras de la libre competencia, salvo determinados sectores especialmente sensibles. Se pretendía por tanto consolidar un grupo de empresas solvente, con autosuficiencia financiera, rentable y competitvo, también en el ámbito internacional, y abierta a la adquisición de sus acciones por particulares. Tras las elecciones generales de 1996, el nuevo Gobierno del Partido Popular, en su reunión de 28 de junio de 1996 acordó la disolución del Grupo TENEO, cediéndose el balance al accionista único, la Sociedad Estatal de Participaciones Industriales (SEPI), que había sucedido al INI un año antes.

## Presidentes
- Francisco Javier Salas Collantes (1992-1996)
- Pedro Ferreras Díez (1996)

## Empresas participadas (más del 50%)
- ALMAGRERA
- AUXINI
- AVIACO
- COFIVACASA
- TRASATLÁNTICA
- ADARO
- ARTESPAÑA
- ENDESA
- INITEC
- ENUSA
- ENDIASA
- ENSA
- FÁBRICA SAN CARLOS
- IBERIA
- INFOLEASING
- SODIAN
- SODIAR
- SODICAN
- SODICAL
- TGI
- AUTOMOCIÓN 2000
- BWE
- CASA
- ENCE
- ELCANO
- INISEL
- INESPAL
- INFOINVEST
- POTASAS DEL LLOBREGAT
- SODICAMAN
- SODIEX
- SODIGA
- SURIA K